# 谷口五男
谷口 五男（たにぐち かずお、1918年9月17日 - 1986年6月30日）は、社会科中学・高校教諭。
横浜市生まれ。1940年東京高等師範学校卒、43年東京文理科大学国史学科卒、44年東京高等師範学校助手兼教諭、応召をへて46年東京高師附属中学校教諭、49年東京教育大学附属中学校教諭、59－64年教頭、64年同附属高等学校教諭、78年筑波大学附属高等学校に校名変更、82年定年退職。没後勲五等受勲。
数多くの副読本を書き、文部省の教育課程改訂調査研究協力者委員も務めた。

## 著書
- 『小学生・中学生・高校生の社会科年鑑』和光商事、1948
- 『新制中学社會科教材研究 1年用』和光商事、1948
- 『餘暇利用 リクレーション』清水書院、中学社会科シリーズ、1949、
- 『簡約日本史』昇龍堂書店、1950
- 『社会科の急所』小学館、1950
- 『新しい社会の学び方』研究社中学上級双書、1951、
- 『中学社会科ハンドブック 実力をつける基礎と応用』小学館、1952
- 『要約中学生の日本史』昇龍堂書店、要約叢書、1952
- 『歴史の先生 日本史・世界史 ひとりで学べる中学生の社会科』昇龍堂出版、1956
- 『詳解日本史』昇龍堂出版、1965
- 『基本学習 重要ノート問題解決、中学歴史 2年』昇龍堂出版、1967
- 『高校A級日本史300題』昇龍堂出版、1971
- 『中学社会A級歴史問題集』昇龍堂出版、1971
- 『中学Aクラスの歴史』昇龍堂出版、1973
- 『研修日本史』昇龍堂出版、1974
- 『高校A級日本史問題集』昇龍堂出版、1975
- 『詳解日本史 記述・論述式問題の解き方』昇龍堂出版、1978
- 『社会科・教育と教材を語る 谷口五男遺稿集』谷口五男先生遺稿集編集委員会編、図書文化社、1990

### 共編著
- 『新制中学社會科教材研究 3年用』木村茂夫共著、和光商事、1947
- 『新制中学社会科教材研究 「学習指導要領」準拠』班目文雄共著、和光商事、1947
- 『高校入試日本史重要二五〇題』編、昇龍堂書店、中学生の入試問題シリーズ、1952
- 『社会科の急所』梶哲夫共著、小学館、高校受験必勝シリーズ、1952、
- 『中学生の歴史 まとめと問題 日本史・世界史』編、昇龍堂出版、1956
- 『社会科の図鑑』篠原重利,石山忠造共著 小学館、学習図鑑シリーズ、1958
- 『日本史』横山十四男共著、昇龍堂出版、ポケットシリーズ、1960
- 『日本史辞典』島田次郎共編、昇龍堂出版、1969
- 『日本史バッチリ大作戦 得点倍増の秘密兵器』吉田宗茂共著、ごま書房、ゴマブックス、1974